# Antonina Krzysztoń

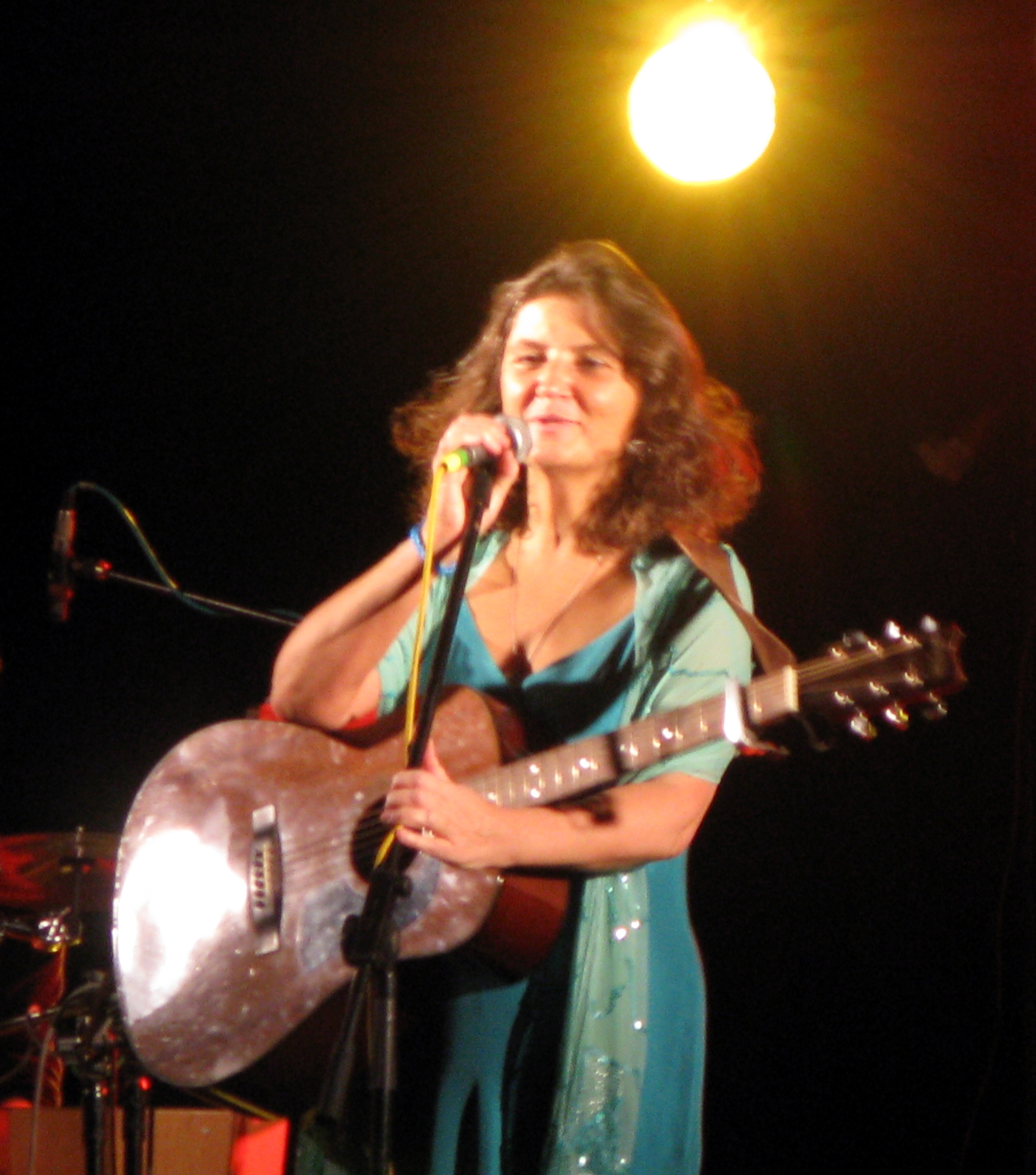
Antonina Krzysztoń, 2008

Antonina Krzysztoń-Radomska (ur. 13 czerwca 1954 w Krakowie) – polska piosenkarka, kompozytorka i autorka tekstów.

## Biografia
Córka Jerzego Krzysztonia (zm. 1958) i Barbary Mikołajskiej, siostra Grażyny. Od 1958, po śmierci ojca, z matką i siostrą zamieszkała w domu swojej cioci Haliny Mikołajskiej i Mariana Brandysa. W drugiej połowie lat 70 XX w. studiowała na Akademii Teologii Katolickiej. W 1978 zawarła związek małżeński. Karierę rozpoczęła w 1981 na Przeglądzie Piosenki Prawdziwej w Gdańsku. W latach 80. XX w. często występowała na imprezach opozycyjnych. W 1983 zajęła pierwsze miejsce na Studenckim Festiwalu Piosenki w Krakowie. Występowała w Kabarecie pod Egidą. Jest członkinią Stowarzyszenia Wolnego Słowa.
Jej twórczość jest zaliczana do nurtu poezji śpiewanej. Poza własnymi tekstami opracowywała też wiersze Zbigniewa Herberta i piosenki czeskiego barda Karela Kryla.

## Prywatnie
Żona Kuby Radomskiego, gitarzysty i kompozytora. Matka (już pełnoletnich): Aleksandra, Barbary i Karoliny.

## Odznaczenia i nagrody
- 2006: Krzyż Oficerski Orderu Odrodzenia Polski – nadany przez prezydenta Lecha Kaczyńskiego[5]
- 2016: Medal Per Artem ad Deum – nagroda przyznana przez kapitułę Papieskiej Rady ds. Kultury podczas wystawy Sacroexpo w Kielcach[6]

## Dyskografia
| Rok  | Tytuł                                   | Certyfikat  |
| ---- | --------------------------------------- | ----------- |
| 1990 | Inne światy                             |             |
| 1992 | Pieśni postne                           |             |
| 1993 | Takie moje wędrowanie                   | Złota płyta |
| 1995 | Czas bez skarg                          |             |
| 1996 | Kiedy przyjdzie dzień                   |             |
| 1998 | Każda chwila                            |             |
| 2000 | Wołanie                                 |             |
| 2000 | Złota kolekcja • Perłowa łódź           |             |
| 2003 | Kolęda domowa ... a nad śnieg wybieleję |             |
| 2004 | Dwa księżyce                            |             |
| 2010 | Turkusowy stół                          |             |
| 2012 | Koncert Live                            |             |
| 2013 | Czekaj                                  |             |
| 2015 | Kolędy Antoniny Krzysztoń               |             |
| 2017 | Skarb                                   |             |
| 2018 | Pieczęć (+ Andrzej Jagodziński)         |             |
| 2024 | Granat (+ Marcin Majerczyk)             |             |

### Gościnnie
- Dzieci z Brodą

Normalnie szok! – śpiew w utworze Co uczyniłeś

### Składanki
- Wśród nocnej ciszy...

Wśród nocnej ciszy – śpiew
Nie w pałacu, ale w szopie – śpiew

## Publikacje książkowe
- Antonina Krzysztoń, Przeźroczysty chłopiec, Wydawnictwo Prószyński i S-ka; 2017, ISBN 978-83-8123-003-2.